# Irving Bacon
Irving Bacon (Saint Joseph, 6 settembre 1893 – Hollywood, 5 febbraio 1965) è stato un attore statunitense che prese parte, nei cinquant'anni che durò la sua carriera tra cinema e televisione, a più di cinquecento film.

## Filmografia

### Cinema
- A Favorite Fool, regia di Edwin Frazee - cortometraggio (1915)
- Anna Christie, regia di John Griffith Wray e, non accreditato, Thomas H. Ince (1923)
- Vita nuova (Three Sinners), regia di Rowland V. Lee (1928)
- Love's Sweet Piffle, regia di Edgar Kennedy - cortometraggio (1924)
- Private Detective 62, regia di Michael Curtiz (1933)
- Trouble Busters, regia di Lewis D. Collins (1933)
- Il sentiero del pino solitario (The Trail of the Lonesome Pine), regia di Henry Hathaway (1936)
- L'irresistibile (Earthworm Tractors), regia di Ray Enright (1936)
- La moglie riconquistata (To Mary - with Love), regia di John Cromwell (1936)
- La figlia perduta (Internes Can't Take Money), regia di Alfred Santell (1937)
- La grande città (Big City), regia di Frank Borzage (1937)
- La moglie bugiarda (True Confession), regia di Wesley Ruggles (1937)
- Il sapore del delitto (The Amazing Dr. Clitterhouse), regia di Anatole Litvak (1938)
- Il terzo delitto (The Mad Miss Manton), regia di Leigh Jason (1938)
- L'amore bussa tre volte (There Goes My Heart), regia di Norman Z. McLeod (1938)
- Io ti aspetterò (The Sisters), regia di Anatole Litvak (1938)
- Torchy Runs for Mayor, regia di Ray McCarey (1939)
- Le avventure di Huckleberry Finn (The Adventures of Huckleberry Finn), regia di Richard Thorpe (1939)
- Marinai allegri (A Girl, a Guy, and a Gob), regia di Richard Wallace (1941)
- The Bashful Bachelor, regia di Malcolm St. Clair (1942)
- A Stranger in Town, regia di Roy Rowland (1943)
- L'ombra del dubbio (Shadow of a Doubt), regia di Alfred Hitchcock (1943)
- Monsieur Verdoux, regia di Charles Chaplin (1947)
- Il solitario del Texas (Albuquerque), regia di Ray Enright (1948)
- Lo stato dell'Unione (State of the Union), regia di Frank Capra (1948)
- Il buon samaritano (Good Sam), regia di Leo McCarey (1948)
- La luna sorge (Moonrise), regia di Frank Borzage (1948)
- Abbandonata in viaggio di nozze (Family Honeymoon), regia di Claude Binyon (1948)
- La montagna rossa (The Big Cat), regia di Phil Karlson (1949)
- La traccia del serpente (Manhandled), regia di Lewis R. Foster (1949)
- Abbasso mio marito (Dear Wife), regia di Richard Haydn (1949)
- Donna in fuga (Woman in Hiding), regia di Michael Gordon (1950)
- La gioia della vita (Riding High), regia di Frank Capra (1950)
- La seduttrice (Born to Be Bad), regia di Nicholas Ray (1950)
- I clienti di mia moglie (Emergency Wedding), regia di Edward Buzzell (1950)
- La lettera accusatrice (Cause for Alarm!), regia di Tay Garnett (1951)
- È arrivato lo sposo (Here Comes the Groom), regia di Frank Capra (1951)
- C'è posto per tutti (Room for One More), regia di Norman Taurog (1952)
- La vendicatrice dei sioux (Rose of Cimarron), regia di Harry Keller (1952)
- L'assalto al Kansas Pacific (Kansas Pacific), regia di Ray Nazarro (1953)
- L'inferno di Yuma (Devil's Canyon), regia di Alfred L. Werker (1953)
- La storia di Glenn Miller (The Glenn Miller Story), regia di Anthony Mann (1954)
- Furia nera (Black Horse Canyon), regia di Jesse Hibbs (1954)
- È nata una stella (A Star Is Born), regia di George Cukor (1954)
- All'ombra del patibolo (Run for Cover), regia di Nicholas Ray (1955)
- Gunpoint: terra che scotta (At Gunpoint), regia di Alfred L. Werker (1955)
- L'imboscata selvaggia (Hidden Guns), regia di Albert C. Gannaway (1956)
- L'agguato delle cento frecce (Dakota Incident), regia di Lewis R. Foster (1956)
- L'urlo di guerra degli apaches (Ambush at Cimarron Pass), regia di Jodie Copelan (1958)
- Il forte del massacro (Fort Massacre), regia di Joseph M. Newman (1958)

### Televisione
- Goodyear Theatre – serie TV, episodio 1x01 (1957)
- General Electric Theater – serie TV, episodi 6x21-7x12 (1958)
- Indirizzo permanente (77 Sunset Strip) – serie TV, episodio 1x02 (1958)
- The Gray Ghost – serie TV, episodio 1x33 (1958)
- Maverick – serie TV, 3 episodi (1958-1960)

## Doppiatori italiani
- Lauro Gazzolo in Abbandonata in viaggio di nozze, La storia di Glenn Miller
- Corrado Racca in Monsieur Verdoux
- Bruno Persa in Lo stato dell'Unione
- Carlo Romano in La gioia della vita
- Amilcare Pettinelli in C'è posto per tutti
- Vinicio Sofia in È nata una stella